# Anactòrion
Anactòrion (en llatí Anactorium, en grec antic Ἀνακτόριος) era una ciutat inicialment dels agreis a l'Acarnània, al golf d'Ambràcia, entre Nicòpolis de l'Epir i Tireon (Thyreum), al sud-est d'Àccium.
Aquesta ciutat va ser una de les més importants de Grècia durant algun temps. Va ser colonitzada conjuntament pels corintis i pels habitants de Còrcira, però quan va haver-hi una guerra l'any 432 aC entre els dos colonitzadors, Corint va quedar com a única posseïdora del lloc gràcies a un engany. Fins a l'any 425 aC va seguir a mans dels corintis, i aquell any la van conquerir els acarnanis ajudats pels atenesos, que van expulsar el colons.
August va traslladar tots els seus habitants a Nicòpolis de l'Epir quan va fundar aquesta ciutat l'any 30 aC per commemorar la batalla d'Àccium.
És la moderna Aktio-Vonitsa.